# Vall de Varetons
La Vall de Varetons, (en bearnès Vath de Varetons i en francès Vallée de Barétous) és una vall del vessant nord dels Pirineus situada al departament dels Pirineus Atlàntics (regió de Nova Aquitània). És una de les tres valls pirinenques del Bearn, conjuntament amb la d'Aussau i la d'Aspa.

## Parçan occitan
Segons la proposta de divisió territorial d'Occitània del diari Jornalet, basada en l'obra de Frederic Zégierman Le Guide des pays de France, la Vall de Varetons és un parçan o comarca d'Occitània ubicada a la regió de la Gascunya, subregió del Bearn.
Oficialment, les comunes de la Vall d'Aspa estan adscrites administrativament i situades al sud-est del departament francès dels Pirineus Atlàntics, a la regió administrativa de Nova Aquitània.

## Geografia
Varetons és la més occidental de les valls bearneses. La recorren els rius Vert d'Areta i Vert de Barlanès, que a l'alçada d'Aràmits s'ajunten per a formar el Vert. Comunica amb l'Alta Navarra (Izaba, a la vall de Roncal) pel coll de la Pèira Sent Martin en la seva part més alta, i acaba a Auloron e Senta Maria.
Varetons limita a l'est amb la vall d'Aspa, que és la central de les tres valls bearneses. Per l'oest és la darrera vall abans d'entrar a la província basca de Zuberoa.
La vall està dividida en sis comunes: Aràmits, Lana de Varetons, Areta, Ansa, Hiars i Issòr.

## Toponímia
El topònim Varetons apareix amb les grafies següents: Baratos (1290, títols del Bearn), la terre de Baretoos (1376, revista militar del Bearn), Varatoos (1385, cens del Bearn) i Barethous (1477, títols de la vall d'Aspa).
L'arxivista i historiador francès del segle xix Paul Raymond assegurava que al segle XVIII hom pronunciava Varetons.

## Història
La Junta de Roncal és un tractat entre els pastors d'ambdós costats dels Pirineus de sis segles d'antiguitat. El 13 de juliol de cada any, pastors bascos de la vall de Roncal i bearnesos de la vall de Varetons honoren aquest tractat al coll de la Pèira Sent Martin a la cerimònia del Tribut de les Tres Vaques.
El 1385, la vall depenia de la batllia d'Auloron.